# Huilaea
Huilaea es un género  de plantas fanerógamas pertenecientes a la familia Melastomataceae. Comprende 8 especies descritas y de estas, solo 2 aceptadas.

## Taxonomía
El género fue descrito por John Julius Wurdack y publicado en Brittonia 9(2): 106–108, f. 1. 1957.

## Especies aceptadas
A continuación se brinda un listado de las especies del género Huilaea aceptadas hasta febrero de 2013, ordenadas alfabéticamente. Para cada una se indica el nombre binomial seguido del autor, abreviado según las convenciones y usos:
- Huilaea ecuadorensis Wurdack
- Huilaea minor (L. Uribe) Lozano & N. Ruiz